# El fulgor
El fulgor es una película documental argentina dirigida por Martín Farina.
La cinta fue nominada a mejor documental en la 71° edición de los Premios Cóndor de Plata.

## Sinopsis
El carnaval se acerca. Asistimos al ritual de "limpieza de la carne" realizado por los "gauchos" que despliegan sus cuchillos. El paisaje bucólico se mezcla con las calles de la ciudad. Poco a poco, todo se llena de color, plumas y hombres semidesnudos.

## Elenco
- Vilmar Paiva
- Franco Heiler
- Antonio Molina
- Francisco Hilt
- Emmanuel Sellane
- Josias Rochelle
- Valentín Lonardi
- Nicolás Lertora
- Raúl Molina
- Juanchi La Paz
- Juan Fiorovic
- Camila Giachelo
- Juan Domingo Giaquelo
- Catato La Paz
- Juan Rodríguez
- José Rodríguez
- Martin Rodríguez
- Juan Carlos Urrels
- Leandro Egui
- Andrés Moussou
- Augusto Ancherama
- Guillermo Lapalma
- Adriano Fariña
- Matias Damian Arbelo
- Pablo Dandrea
- Luciano Ronconi
- Nicolás Ariel Kravchenko

## Premios y nominaciones
| Premio                  | Fecha              | Categoría        | Nominado  | Resultado | Ref.  |
| ----------------------- | ------------------ | ---------------- | --------- | --------- | ----- |
| Premios Cóndor de Plata | 22 de mayo de 2023 | Mejor documental | El fulgor | Ganador   | [ 1 ] |